# Titre de courtoisie
Un titre de courtoisie est un titre de noblesse porté dans une famille noble qui n'est ni légal, ni régulier, soit parce qu'il n'a jamais fait l'objet d'une création ou d'une régularisation par le pouvoir souverain, soit parce que celui qui le porte n'est pas le successeur légal d'un titre régulier et authentique. Historiquement, on appela en France « titres de courtoisie » les titres portés à l'occasion de la présentation aux honneurs de la Cour (titres personnels, non héréditaires) ou donnés dans une lettre autographe du souverain ou un brevet (pendant la vie du bénéficiaire).
Lorsqu'un titre est une pure création fantaisiste, on parle alors de « titre de fantaisie ».

## Historiquement en France
Sous l'Ancien Régime, les titres de noblesse n'étaient pas personnels mais associés à une seigneurie dont ils marquaient l'importance. La dévolution du titre se faisait en même temps et selon les mêmes règles que la terre titrée. À partir du XVIIe siècle, l'acquisition d'une terre titrée ne donne plus droit nécessairement au titre. Une nouvelle érection de la terre par le roi devient nécessaire. Au XVIIIe siècle les personnes portant, régulièrement ou non, un titre sans qu'elles possèdent de terre titrée de ce nom, deviennent de plus en plus nombreuses, on parle alors de « titre en l'air ». 
Un arrêt du Parlement de Paris, en date du 16 août 1663, fit défense à tous propriétaires de terre de se qualifier barons, comtes ou marquis sinon en vertu de lettres patentes bien et dûment vérifiées à la Cour, mais cette ordonnance ne produisit aucun effet.
Historiquement, on a appelé « titres de courtoisie » les titres irréguliers pris par des nobles à l'occasion de leur présentation aux honneurs de la Cour ou donnés dans une lettre autographe du souverain ou un brevet (pendant la vie du bénéficiaire).
Même anciens, ces titres dits « de courtoisie » n'ont néanmoins aucune base légale, ne sont pas reconnus et ne peuvent pas figurer à l'état civil.
Le vicomte de Marsay écrit : « Le titre de marquis est aujourd'hui l'objet d'une faveur toute particulière. Il exerce sur les milieux férus de snobisme mondain une véritable fascination. La mode en fait fureur. M. de Woëlmont, dans l'intéressant répertoire qu'il a publié des titres de marquis portés actuellement, en compte 989 dont 645 sont, selon lui, sans aucune justification. Les deux tiers au moins sont donc de fantaisie. On oublie trop en effet de nos jours que seuls l'octroi d'un titre par lettres patentes du souverain et l'érection d'une terre en marquisat ou comté constituent l'investiture régulière. Le fait même que, par suite d'une constante indifférence de la Monarchie pour les titres de courtoisie, ce titre ait été mentionné sur des brevets royaux ne lui donne aucun caractère de régularité. » Le baron de Woëlmont ne comptait en son temps que 221 titres de marquis réguliers, émanant d'une érection régulière sous l'Ancien Régime, ou d'une confirmation par Louis XVIII, Charles X, Louis-Philippe, Napoléon III, et même par les différents gouvernements de la IIIe République.
Selon le vicomte de Marsay, tous les titres de courtoisie, quoique tous irréguliers, n'ont pas la même valeur. Hormis ceux pris aux honneurs de la cour, qu'il considère parfaitement légitimes même s'ils sont sans valeur légale, il écrit qu'il y en a un certain nombre qui, pour n'avoir été l'objet d'aucune érection régulière, lui semblent infiniment moins déplacés à côté des noms qu'ils accompagnent que bien des titres dont la substitution a été autorisée dans la seconde moitié du XIXe siècle ou que des distinctions qui émanent de souverains étrangers (par exemple les titres pontificaux). Il considère les titres de courtoisie portés par des familles d'ancienne noblesse, antérieurement à la Révolution française, comme plus légitimes que de nombreux autres et les familles qui les portent comme « très supérieures à celles dont l'investiture est aussi récente que la noblesse ». Il ajoute : « N'en déplaise aux généalogistes de la presse, en pareille matière, la régularité officielle n'est pas tout : elle est même très peu de chose. »
La grande majorité des titres portés en France par les familles subsistantes de la noblesse française sont des titres de courtoisie. Ainsi, en 2007, Régis Valette ne relevait que 668 titres réguliers subsistants, la majorité datant du XIXe siècle. Un titre ne pouvant être légalement porté que par une seule personne vivante, il n'y aurait, juridiquement parlant, qu'autant de personnes ayant le droit de porter un titre que de titres réguliers subsistants, tous les autres titres étant donc dits de courtoisie. 
Philippe du Puy de Clinchamps (alias Charondas) parle de « titres empruntés » pour désigner ces titres sans valeur légale. Il écrit à ce sujet : « J'avais d'abord choisi de dire usurpé ; mais je préfère, au bon bout, emprunté ; je ne doute pas, en effet, que ces vrais gentilhommes au titre incertain ne remettent celui-ci dans les mains du roi. »
D'après Alain Texier, « on range dans cette catégorie les titres respectables qui sans être faux, ne sont pas susceptibles de faire l'objet d'une vérification par un arrêté du Garde des Sceaux (...) Il faut bien convenir qu'un titre de comte de 1869 sans noblesse attachée, même conféré par des lettres patentes régulières, ne peut se comparer avec le titre de comte de courtoisie porté par des familles de noblesse ancienne, aux longs services, avant la fin de l'Ancien Régime. ».

## Les différents titres de courtoisie

### Titres qui n'ont jamais fait l'objet d'une création ou d'une reconnaissance par le pouvoir souverain
De nombreuses familles nobles portent depuis l'Ancien Régime des titres de courtoisie, dont les autorités ou les souverains ont parfois fait usage à leur égard mais ils n'ont jamais fait l'objet d'une création (homologation) formelle ; malgré l'ancienneté de leur usage, ils restent sans valeur légale.
Toutefois, Alain Texier écrit au sujet des titres pris pour les honneurs de la cour : « Ce sont des titres d'une valeur particulière à raison de ceux qui les portent, étant de la plus haute noblesse (...) Ce d'autant plus que ces titres mentionnées dans les documents relatifs à la présentation à la Cour recevaient ainsi une autorisation tacite du roi. » En outre, il rappelle que « s'agissant des titres déjà portés sous l'Ancien Régime dans les registres paroissiaux ou dans les actes authentiques avant le 23 juin 1790 même si l'origine n'en est pas justifiée, le Second Empire a retenu comme dignes d'être pris en considération tous les titres d'Ancien Régime dont le port avant le 23 juin 1790 a pu être prouvé et sans qu'il soit besoin d'en justifier l'origine. Cette doctrine a été constance depuis le rétablissement du Conseil du sceau en 1859. »

### Titres réguliers éteints relevés sans droits
Il s'agit de titres réguliers qui à leur extinction ont été repris proprio motu, c'est-à-dire sans droit par des descendants, parents ou alliés.

### Titres pris à la suite de l'acquisition d'une terre titrée
L'acquéreur ne pouvait prendre le titre de la terre avant d'avoir obtenu de nouvelles lettres lui octroyant ou confirmant ce titre. Il devait se qualifier non pas marquis de X ou comte de Y mais seigneur du marquisat de X ou du comté de Y.

### Déclinaison comme titre de courtoisie d'un titre régulier
Quand le fils aîné porte le titre suivant celui de son père, selon la hiérarchie des titres nobiliaires du XIXe siècle (par exemple, le fils aîné d'un duc porte le titre de marquis). Ce procédé, appelé la déclinaison des titres, qui ne devait s'appliquer sous la Restauration qu'aux fils des pairs de France (en vertu de l'ordonnance du 25 août 1817), s'est largement étendu jusqu'à totalement se généraliser aujourd'hui à l'ensemble des familles françaises portant des titres, même irréguliers.

### Utilisation comme titre de courtoisie d'un titre régulier par les cadets ou les autres branches
Pour les enfants puînés et les branches cadettes, l'usage de porter comme titre de courtoisie le titre familial suivi du prénom est très largement utilisé. Lorsque la famille porte un titre de duc ou de marquis, c'est en général le titre de comte qui est porté par les enfants puînés et les branches cadettes.

### Souverains déchus, prétendants aux trônes et familles anciennement régnantes
Sont également assimilables à des titres de courtoisie ceux pris par les monarques détrônés et par les prétendants au trône — parfois dits titres d'attente — ou donnés par eux à des membres de leur famille, voire à des tiers : duc d'Anjou pour Louis de Bourbon, prince Napoléon pour Jean-Christophe Napoléon, et comte de Paris pour Jean d'Orléans. En effet, ces titres-là ne peuvent en aucun cas faire l'objet d'un arrêté portant vérification de titre pris par le garde des Sceaux.
Les titres de prince ou princesse portés par les membres des familles ayant régné en France n'ont plus d'existence légale. Aucune autorité de la République ne dispose donc du pouvoir de reconnaître, confirmer ou vérifier le titre de prince attribué par les anciennes lois constitutionnelles à tous les membres de la famille régnante, qui était une qualification politique et qui ne relève aucunement de la procédure de vérification des titres instituée par les dispositions de l’article 7 du décret du 8 janvier 1859, complétées par celles du décret du 10 janvier 1872.  
Sur ce point Marc Guillaume, directeur des affaires civiles et du Sceau écrit en 2006 : « Les membres des maisons souveraines ayant régné sur la France (Bourbon, Valois, Napoléon) disposent de la qualification de prince. Cette qualification constitue pour les intéressés, moins un titre, au sens du droit nobiliaire, qu’une qualité par laquelle se reconnaissent les membres des familles ayant régné sur la France. Ce ne sont pas des titres héréditaires décernés par un souverain régnant par lettres patentes (...) Distinctes des titres de noblesse, ces appellations portées par les anciennes familles régnantes sur la France ne sont pas soumises au même droit. Non héréditaires, elles n’ont pas à être vérifiées par le Garde des Sceaux. Elles sont à la discrétion de leur titulaire. Pour les exercer, ce titulaire se fonde sur les règles anciennes, aujourd’hui abrogées, mais ayant valeur coutumière pour le chef de famille. C’est ce qui explique que ces règles puissent être différentes pour la famille de Napoléon Ier et pour les autres familles régnantes. Pour autant le prince impérial ne peut être choisi que dans les descendants de mâle en mâle, à l’exclusion perpétuelle des femmes, ce qui est par exemple le cas des Princes Murat qui, bien que descendants de la reine Caroline, sœur de l’Empereur, sont inaptes par l’effet de la loi salique à la vocation impériale. »

## Titres de fantaisie
Au-delà de l’usage de titres de courtoisie, il existe aussi des titres dits « de fantaisie », portés par des individus nobles ou non et correspondant à un titre de pure création fantaisiste,,.
Henri Jougla de Morenas et Raoul de Warren, dans Le Grand armorial de France écrivent à ce sujet : « La question des titres devrait être fixée pour distinguer les titres historiques établis par des lettres patentes, des titres de courtoisie et de ceux de fantaisie ».
Selon le généalogiste Albert Révérend auteur de Les familles titrées et anoblies au XIXe siècle, « On peut admettre comme titres de courtoisie très respectables, et souvent acceptés autrefois par la chancellerie, ceux qui ont été portés avant 1789, visés dans des brevets signés du roi et reconnus dans les procès-verbaux des assemblées de la noblesse en 1789. Tout autre titre est de pure fantaisie et parfaitement ridicule. »
Robert Gayre écrit : « De nombreux pays ont souvent proscrit l’usage des titres ou mis ceux-ci hors la loi. Dans ce dernier cas, il n’existe plus de moyens légaux qui empêchent les usurpations de titres en série. De fait des pays comme les États-Unis et la France sont affligés par la prolifération de titres fantaisistes (…) même des pays qui ont conservé une monarchie et où l’usage des titres est sanctionné par la loi (tels l’Angleterre) ne sont pas complètement à l’abri de ces ennuis ».
Pierre-Marie Dioudonnat, spécialiste contemporain de la fausse noblesse écrit que par incompétence et laxisme on a même vu par abus des titres de fantaisie être conférés par le biais de rectification d'état-civil.
Selon l'Association d'entraide de la noblesse française, il n'y a « aucun doute sur l’attrait encore exercé par les patronymes d’apparence aristocratique. La consultation du Bottin mondain est également éloquente : les titres nobiliaires fantaisistes ou concernant des familles n’ayant jamais appartenu au second ordre y abondent ».
On désigne aussi comme « titres de fantaisie » les titres accordés par des ordres de chevalerie et des principautés et souverains de fantaisie non reconnus, « affublés de titres d'altesses royales avec soi-disant le droit de conférer des ordres, et, dans certains cas, de conférer même des titres de noblesse ». Les décorations, grades et titres que distribuent moyennant finances ces groupements qui se réclament de la chevalerie avec souvent à leur tête un prince « paré de pseudo-reconnaissances et filiations renouées », n'ont pour validité « que celle de la fantaisie et de la vanité ».

## Port en France d'un titre de courtoisie ou de fantaisie
Même si la noblesse n'a plus d'existence légale en France depuis l'instauration de la Troisième République en 1870, la République française reconnaît comme accessoire du nom les titres de noblesse authentiques et transmis régulièrement attribués par un souverain français, ou les titres authentiques attribués par un souverain étranger d'un État reconnu et autorisés en France sous la monarchie.
Une loi du 28 mai 1858 rendait passibles d'une condamnation ceux qui persisteraient à porter des titres de fantaisie usurpés depuis 1832.
L'article 259 du Code pénal qui disposait : « Sera puni d'une amende de 1 800 Francs à 60 000 francs, quiconque, sans droit et en vue de s'attribuer une distinction honorifique, aura publiquement pris un titre, changé, altéré ou modifié le nom que lui assignent les actes de l'état civil » et punissait l'usurpation publique de titres de noblesse a été abrogé le 1er mars 1994.
Toutefois, utiliser un nom ou un accessoire du nom autre que celui assigné par l'état civil dans un acte public ou authentique ou dans un document administratif destiné à l’autorité publique est un délit qui relève de l'article 433-19 du Code pénal.
Sauf dans le cas de l'utilisation dans un acte public, authentique ou administratif, le port d'un titre de courtoisie ou d'un titre de fantaisie dans la vie mondaine (carte de visite, faire-part, etc.) n'est plus punissable par la loi depuis l'abrogation le 1er mars 1994 de l'article 259 du Code pénal.

## Royaume-Uni
Au Royaume-Uni, le système est toutefois assez différent dans la mesure où la pairie ne se transmet pas systématiquement, le titre n'étant porté strictement que par le chef de famille. Ses enfants, dans le cas des pairs, ont cependant droit à des titres honorifiques. Des nuances liées au titre de pair, au rang de l'enfant, au statut de l'épouse (remariage, par exemple) foisonnent.
Le fils aîné d'un duc, d'un marquis ou d'un comte porte un des titres de moindre importance de son père (ses titres subsidiaires), habituellement le plus élevé (marquis pour duc, comte pour marquis, etc.). Si le père n'a pas d'autre titre, un titre inventé est porté par le fils dans quelques rares cas (ce n'est en aucun cas une généralité). Les filles d'un duc, d'un marquis ou d'un comte portent devant leur prénom le titre de lady. Les fils cadets d'un duc ou d'un marquis portent devant leur prénom le titre de lord. Les fils cadets d'un comte et tous les fils d'un vicomte ou d'un baron et les filles d'un vicomte ou d'un baron portent devant leur prénom le prédicat d’honorable.
Exemple : le duc d'Abercorn est aussi marquis d'Abercorn, marquis de Hamilton, comte d'Abercorn, vicomte Strabane, vicomte Hamilton, baron Paisley et baron Mountcastle. Son fils aîné est marquis de Hamilton, ses fils cadets Lord X. Hamilton et ses filles Lady X. Hamilton. Le fils aîné du marquis de Hamilton est vicomte Strabane, ses fils et ses filles Honorable X. Hamilton. Les titres de marquis et de comte d'Abercorn et de vicomte Hamilton ne sont pas utilisés pour ne pas créer de confusions avec les autres porteurs de ces noms.
Les fils aînés des membres titrés de la gentry, baronnets et chevaliers (Sir), sont quant à eux écuyers (esquires), de courtoisie, et ceux des écuyers (qui seraient lords of the Manor par ex.), gentlemen et ceux des gentlemen (Mister), masters,. 
Les fils ainés des Lords écossais de la pairie d'Écosse portent eux le titre de master (et les héritières celui de mistress) devant le nom du fief de leur père. Par exemple, l'héritier de Lord Lovat est le master of Lovat ; l'héritière du comte de Newburgh est la mistress of Newburgh.